# Atonie
L'atonie est un signe clinique caractérisé par la diminution voire disparition du tonus et de la contractilité, le plus souvent musculaire.
Cas d'atonie musculaire :
- en phase paradoxale du sommeil ;
- lors de relaxation profonde.